# Thomas Giese
Thomas Giese (* 21. Dezember 1488 in Lübeck; † zwischen dem 21. Juli und dem 22. August 1526 in Rom) war ein römisch-katholischer Geistlicher.
Der Kleriker Thomas Giese war der Sohn eines Bäckermeisters in Lübeck. 1507 kam er aus Magdeburg nach Rom. Giese wurde 1522 Prokurator des Lübecker Domherren Jordan Basedow. 1523 erhielt er selbst eine Vikarie am Lübecker Dom.
Seine bleibende Bedeutung erlangte er durch sein Notizbuch der Jahre 1507 bis 1526, welches überliefert ist und 2003 kommentiert veröffentlicht wurde. In diesen Aufzeichnungen vermerkte er seine geschäftlichen Aktivitäten im Umkreis der Römischen Kurie. Danach war er hauptsächlich mit Geschäften um Pfründen befasst.